# Vincent Fraisse
Vincent Fraisse est un pilote automobile français. débuté en karting en 2005. Titré deux fois IAME World Champion, il est également deux fois vainqueur des 24 heures du Mans Karting  et mentionné parmi les meilleurs pilotes français au championnat du monde karting.
Il a été le pilote officiel pour des usines telles que Sodikart, Intrepid et Birel Art. Son parcours l'a également conduit en monoplace (FR 2.0, et F3 Open), en GT et même en LMP2 aux côtés de l'écurie titrée au 24H du Mans, OAK Racing.

## Carrière

### 2005 - 2010: Les débuts
En 2005, Vincent Fraïsse fait ses premiers pas en compétition dans la catégorie Cadet. En 2009, il remporte son premier titre majeur, le Championnat de France KF2. Cette même année, il triomphe aux 24 Heures du Mans Karting, ce qui lui permet d'entrer sur la scène nationale.

### 2011 - 2014: Titres nationaux et européens
En 2013, il réalise un doublé en remportant les Championnats de France Rotax Max et X30. Il remporte également le titre de Champion d'Europe IAME cette année-là. En 2014, il renouvelle cette performance, devenant à nouveau champion de France et d'Europe dans la catégorie X30.

### 2015 - 2017: Titres internationaux

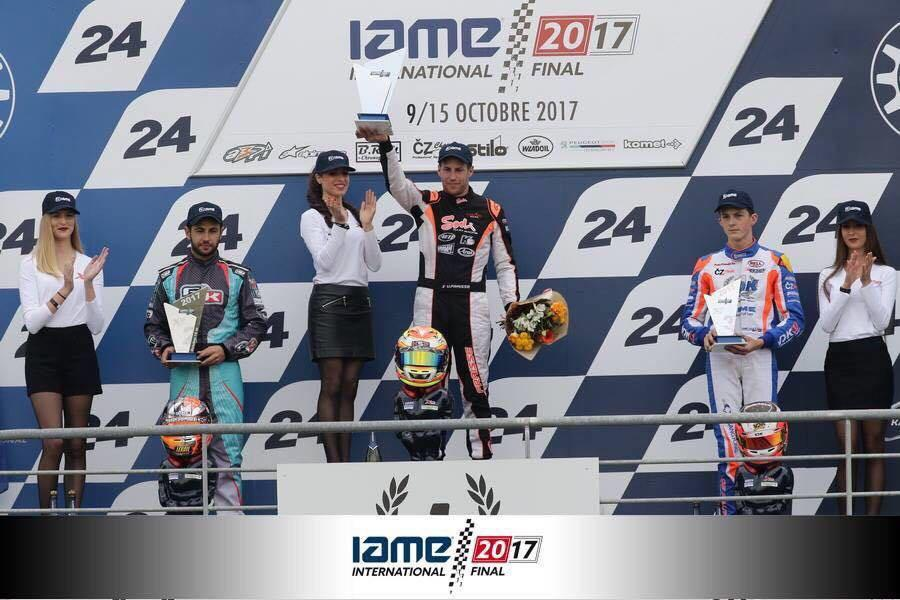
Vincent Fraisse champion du monde IAME International en 2017

En 2015 et 2017, Vincent a remporté le Championnat du Monde IAME. Cette même année, il ajoute une deuxième victoire aux 24 Heures du Mans Karting, à son palmarès. En plus, Vincent continue de participer à d'autres compétitions internationales et  s'impose également à plusieurs reprises dans le Championnat D'Europe IAME.

### Après 2018: Transition vers le coaching
En 2020, malgré ses responsabilités en tant qu'entraîneur, Vincent Fraisse effectue un retour en compétition dans la catégorie X30 Senior et obtient le titre de vice-champion de France Senior.

## Résultats en karting
| Saison | Championnat                                    | Ville                      | Classement |
| ------ | ---------------------------------------------- | -------------------------- | ---------- |
| 2020   | Championnat de France                          | Septfontaine (France)      | 2e         |
| 2018   | Sweden Championship                            | Kristianstad (Suede)       | 4e         |
| 2017   | Iame International Final                       | Le Mans (France)           | Vainqueur  |
| 2017   | 24 Heures du Mans karting                      | Le Mans (France)           | Vainqueur  |
| 2017   | Finale Nationale X30                           | Aunay Les Bois (France)    | 2e         |
| 2016   | Championnat de France                          | Laval (France)             | 2e         |
| 2016   | Championnat de France                          | Lavilledieu (France)       | 2e         |
| 2016   | National Series Karting                        | Salbris (France)           | Vainqueur  |
| 2016   | X30 Challenge Europa                           | Castelletto (Italie)       | Vainqueur  |
| 2015   | National Series Karting                        | Saint Amand (France)       | 3e         |
| 2015   | Championnat de France                          | Ancenis (France)           | Vainqueur  |
| 2015   | National Series Karting                        | Le Mans (France)           | Vainqueur  |
| 2014   | Championnat de France                          | Muret (France)             | Vainqueur  |
| 2014   | National Series Karting                        | Salbris (France)           | Vainqueur  |
| 2013   | Finale Challenge Rotax Max France              | Le Mans (France)           | 3e         |
| 2013   | Championnat de France                          | Lavelanet (France)         | Vainqueur  |
| 2013   | National Series Karting                        | Angerville (France)        | 2e         |
| 2013   | Championnat de France                          | Ancenis (France)           | Vainqueur  |
| 2013   | National Series Karting                        | Varennes / Allier (France) | 2e         |
| 2013   | National Series Karting                        | Salbris (France)           | Vainqueur  |
| 2012   | Iame International Final                       | Lyon (France)              | 2e         |
| 2012   | National Series Karting                        | Saint Amand (France)       | 3e         |
| 2012   | European Challenge X30                         | Lavelanet (France)         | Vainqueur  |
| 2012   | Grand Prix Open Karting                        | Varennes / Allier (France) | 3e         |
| 2010   | World Karting Championship                     | Val D'Argenton (France)    | 6e         |
| 2010   | World Karting Championship                     | Wackerdorf (Allemagne)     | 6e         |
| 2010   | Grand Prix Open Karting (France Championeship) | Varennes / Allier (France) | Vainqueur  |
| 2010   | European Championship Pf International         | Royaume-Uni                | 7e         |
| 2009   | Grand Prix Open Karting                        | Ostricourt (France)        | Vainqueur  |
| 2009   | 24 Heures du Mans Karting                      | Le Mans (France)           | Vainqueur  |